# Œnanthe à feuilles de peucédan
Oenanthe peucedanifolia
Espèce
Classification APG III (2009)
L'œnanthe à feuilles de peucédan (Oenanthe peucedanifolia) est une espèce de plantes à fleurs du genre Oenanthe, de la famille des Apiaceae. C'est une plante herbacée trouvée dans l'ouest de l'Europe.